# Медоид
Медоид (в кластерном анализе) — объект, принадлежащий набору данных или кластеру, различие (например, по координатам) которого с другими объектами в наборе данных или кластере минимально. Медоиды близки по смыслу центроидам, но в отличие от них, являются объектом, принадлежащим кластеру, и как правило используются в тех случаях, когда невозможно вычислить средние координаты или центр масс кластера. 
Типичное применение медоидов — алгоритм кластеризации k-medoids, который похож на алгоритм k-средних, но в отличие от него на каждой итерации ищет центры кластеров не как среднее точек, а как медоиды точек. То есть, центр кластера должен обязательно являться одной из его точек.